# Juan Gabriel
Juan Gabriel   (Parácuaro, 7 de gener de 1950 - 28 d'agost de 2016) nom artístic d'Alberto Aguilera Valadez, va ser un cantant, compositor, productor discogràfic, filantrop i actor mexicà.
Són notables les seves contribucions a la música popular en castellà en diferents gèneres com belada, ranxera, bolero, pop, música del nord, rumba flamenca, huapango, música chicana, salsa, són de mariachi, banda sinaloense, disc, big band i fins a cançons de bressol que va escriure a cadascun dels seus fills. Va ser el principal bastió de la música regional mexicana contemporània en l'últim terç del segle XX fins al moment de la seva mort. Ha venut més de cent milions de discos com a solista, productor musical i al costat de l'espanyola Rocío Dúrcal. Les seves composicions han estat traduïdes a idiomes tan diversos com turc, alemany, francès, italià, tagal, japonès, grec, papiamento, portuguès i anglès.
Era conegut també per realitzar obres destinades a oferir les oportunitats de desenvolupament a la infantesa desafortunada, no sols a Mèxic sinó en altres països. Va ser benefactor de més d'un centenar de menors albergats en una escola anomenada «Semjase», creada per ell el 1987 en Ciudad Juárez, estat de Chihuahua.
Juan Gabriel va morir als 66 anys el 28 d'agost de 2016 a causa d'un infart agut de miocardi a Santa Monica, Califòrnia, Estats Units, mentre desenvolupava la seva gira «México es todo».

## Infantesa
Juan Gabriel va néixer Parácuaro, Michoacán, el dia 7 de gener de 1950, al carrer 5 de Maig, avui carrer Juan Gabriel. Va ser fill dels pagesos Gabriel Aguilera Rodríguez i Victoria Valadez Rojas. Va ser el menor d'un total de deu germans: Rosa, qui va morir gairebé nounada; Virginia, la seva única i consentida germana; José Guadalupe, Gabriel, Pablo, Miguel (ja mort) i tres Rafaeles, que també van morir molt nens.
Alberto tindria tres mesos de nascut quan el seu pare, practicant la tala i la crema per a preparar el terreny per a la sembra, va cremar un pasturatge a Parácuaro, però el vent va provocar que el foc comencés a envair altres propietats. A causa del seu patiment nerviós i a l'angoixa que li va ocasionar pensar en les conseqüències que aquest succés li implicaria, es va dirigir a l'afluent d'un riu on es va llançar però va ser rescatat i va entrar, posteriorment, en estat de xoc i va emmalaltir irremeiablement. Per això va ser internat a l'hospital psiquiàtric de La Castañeda, a Ciutat de Mèxic. Alguns testimonis conten que aquí va morir, però hi ha versions que va escapar
Temps després la seva mare va tenir problemes amb els seus cunyats, per la qual cosa va marxar del poble rumb a Apatzingán, després a Morelia i finalment a Ciudad Juárez (estat de Chihuahua), on Alberto va créixer. Allí l'esperava María Romero Mora, qui va ser patrona de l'àvia de l'artista. La senyora Romero els va permetre allotjar-se en una petita habitació de la casa.
Quatre anys després, amb tan sols 5 anys, Alberto va ingressar com a intern a l'Escola de Millorament Social per a Menors (en l'edifici que és avui l'Institut Tecnològic de Ciutat Juárez), on va romandre vuit anys, situació determinant en la seva vida, allunyat de la seva mare i en un món desconegut per a ell; va haver d'aprendre a madurar des de primerenca edat. En aquesta institució va conèixer la directora Micaela Alvarado, i a Juan Contreras, mestre de llauneria, qui li va ensenyar a treballar i a desenvolupar el seu sentit d'observació. Alberto sempre el va veure com un pare, mestre i amic; des d'aquest moment es convertiria en el seu protector. Aquest home va ensenyar-li a guanyar-se la vida, encara que potser el llegat més gran va ser l'ensenyar-li els amplis coneixements de música que posseïa així com a tocar la guitarra, gràcies a la qual va compondre la seva primera cançó, «La muerte de la paloma», als 13 anys. En homenatge a aquest mestre i al seu pare, adoptaria anys després el seu nom artístic, Juan Gabriel.
Després d'anys d'aprenentatge en el Centre de Millorament i de viure amb la constant absència de la seva mare, a la qual només veia alguns caps de setmana, Juan Gabriel decideix escapar quan va complir 13 anys. Aprofitant que era l'encarregat de tirar les escombraries de l'escola, va marxar i no va tornar mai. En sortir d'aquest lloc va viure un temps amb Juan Contreras i es van dedicar a vendre al carrer artesanies de fusta, vímet i llanda que tots dos fabricaven. Quan va complir 14 anys va tornar amb la seva mamà i la seva germana per a dedicar-se a la venda de burritos (menjar tradicional) a Ciudad Juárez, per a més tard anar a buscar una oportunitat a diferents ciutats.

## Carrera musical

### Inicis com a Juan Gabriel
Alberto anhelava que la gent ho escoltés i coneguessin les més de cent cançons que ja havia compost. Així va viatjar, el 1968 a Tijuana, Ensenada (municipi de Baixa Califòrnia), Rosarito, fins i tot a Lake Elsinore, Califòrnia, on no va tenir èxit. Anys més tard, va tornar a Tijuana per a tenir l'oportunitat de treballar en el bar Nic Teja, on es va trobar amb San Sussie, una amiga argentina que va conèixer a Ciudad Juárez. En aquest lloc va conèixer a José Alfredo Jiménez i a Alicia Juárez. Junts van veure actuar a Grace Renat. Temps després va tornar a Juárez, on va tenir per fi l'oportunitat de treballar en el Bar Noa Noa, de David Bencuomo, qui li va brindar el seu suport i li va donar l'oportunitat de cantar acompanyat pels Presoners del Ritme, cantant cançons pròpies i d'altres autors.
Juan Gabriel, que en aquells dies usava el nom artístic de Lluna, es va guanyar el reconeixement de. Va viatjar a la Ciutat de Mèxic, on va obtenir l'oportunitat de fer cors per a artistes com Angélica María, Leo Dan i Roberto Jordan dins de RCA Records. Estant en la disquera considerada la catedral del disc, s'hi va trobar novament amb José Alfredo Jiménez.
Va tornar a Ciudad Juárez per a treballar una temporada al Centre Nocturn Malibú, on guanyava cada nit 2 dòlars. Amb l'ajuda de la senyora Mcflurry, qui finançava els seus gelats, va tornar a la Ciutat de Mèxic. En aquesta ocasió, en cerca d'una discogràfica, va ser acusat falsament de robatori i, a causa de la seva edat, reclòs a la Penitenciària de Lecumberri. Des d'aquest lloc li escrivia cartes a la seva mare. Després de 18 mesos va aconseguir la llibertat, ajudat per la cantant Enriqueta Jiménez, coneguda com «La Prieta Linda», qui va advocar per ell davant el director del penal, qui va accedir a una revisió del seu cas. Al no haver-hi proves fefaents de la seva culpa, va sortir lliure. Va ser precisament «La Prieta Linda» la primera artista que va gravar un tema de l'autoria d'Alberto Aguilera, «Noche a noche».
Fou dut davant el director de RCA Records, qui el va escoltar i va enviar amb els productors musicals Eduardo Magallanes i Enrique Okamura, els qui li van fer les primeres proves i li van estendre el seu primer contracte professional per a iniciar la que seria la seva primera producció discogràfica.
La seva veu és de tenor lleuger amb facilitat per als aguts aconseguint el Do 5 o Do sobreagut dins, del seu rang vocal. Així mateix facilitat per a realitzar el falset, com es pot distingir per exemple en la cançó Silencio porque Silencio i Hoy Por Fin.

### Anys 1970
La primera etapa de la seva carrera va iniciar el 4 d'agost de 1971, quan Alberto Aguilera va deixar el nom artístic Adán Luna pel de Juan Gabriel, Juan en honor del seu mentor i mestre en Ciutat Juárez, Juan Contreras i Gabriel recordant al seu pare, Gabriel Aguilera. Va emprendre la producció del seu disc El alma joven, amb deu temes de la seva autoria i amb arranjaments de Chucho Ferrer, Pocho Pérez i Eduardo Magallanes.
DImmediatament va aconseguir posicionar en el primer lloc de popularitat el tema No tengo dinero. La versió instrumental d'aquest tema, gravada amb l'Orquestra Simfònica de Londres a Anglaterra va vendre un milió de còpies. A Amèrica Llatina va tenir gran acceptació; va vendre 2 milions de discos i va gravar aquest tema en japonès i portuguès. També va ser gravada per Bata Illic en alemany, en aquesta mateixa època.
Van seguir els discos incursionant en la balada amb èxits com Me he quedado solo, 1, 2, y 3 y me das un beso, No se ha dado cuenta, Será mañana; aquest tema el va portar a participar en el Festival OTI i, encara que no va ser el triomfador.
Ja començaven les seves cançons a ser interpretades per altres cantants: Estela Núñez amb Lágrimas y lluvia y Vuelve, Roberto Jordán amb No se ha dado cuenta i Donde, Angélica María amb Tú sigues siendo el mismo, Las palomas, que eren balades ranxeres, Lupita de Alessio amb Juro que nunca volveré, Mónica Ygual amb Cuando te vayas de mi lado.
El 1974 va presentar el seu primer disc, acompanyat pel Mariachi Vargas de Tecalitlán; es va llançar com a primer senzill el tema Se me olvidó otra vez, que es convertiria en un dels temes ranxers més populars. També arribaren al cim Esta noche voy a verla, Ases y tercia de reyes i Que sea mi condena.
La dècada dels setanta va marcar diverses fites en el panorama musical després de llançar èxits en ranxeres i balades com Siempre en mi mente, Juro que nunca volveré, El Noa-Noa, Inocente, pobre amigo, La diferencia, Mi fracaso, Buenos días, señor Sol, En esta primavera, La muerte del palomo, Ya para qué, entre d'altres. El seu primer viatge amb avió el va realitzar a Veneçuela i va ser rebut pel president Carlos Andrés Pérez.
Planejà l'ingrés triomfal de Rocío Dúrcal a la música vernacla amb el disc Rocío Dúrcal canta a Juan Gabriel el 1977, amb el senzill Fue tan poco tu cariño. Aquest va ser l'inici d'una cadena d'èxits musicals que es va prolongar durant dues dècades. Amb produccions especialment preparades per a l'espanyola, on va recórrer la balada, el bolero i la ranxera. Dúrcal va portar al cim temes com Quédate conmigo esta noche, Tarde, Tú que fuiste, Olvidémonos, Fue un placer conocerte, Siempre, La Guirnalda, Te sigo amando, Costumbres, Me gustas mucho i el clàssico popular Amor eterno, un rèquiem amb música vocal.
En aquesta mateixa dècada Lucha Villa va triomfar amb temes com Inocente, pobre amiga, Juro que nunca volveré, La diferencia, Te voy a olvidar, No discutamos i Hoy que tú ya no estás.
Artistes com Raphael, Vicente Fernández, Lupita D'Alessio, María Victoria, Pedro Vargas, Lola Beltrán, Amalia Mendoza i Cornelio Reyna el van versionar.
Va realitzar enregistraments dels seus grans èxits en anglès, portuguès i japonès. Va gravar també cinc pel·lícules entre 1974 i 1981: En esta primavera, Nobleza ranchera, El Noa Noa, Es mi vida, aquestes dues últimes biogràfiques, i Del otro lado del puente.

### Anys 1980
Del disc Recuerdos, gravat a Londres, van sorgir els discs He venido a pedirte perdón (1980), Con tu amor (1981), No me vuelvo a enamorar, Ya lo sé que tú te vas, Si quieres, Insensible, totes elles part del seu disc de boleros Cosas de enamorados (1982); Caray, No vale la pena, Yo me voy, del disc Todo (1983); Querida (1984), del disc Recuerdos II Déjame vivir, a duo amb Rocío Dúrcal (1985); Te lo pido por favor, Hasta que te conocí; Yo no sé que me pasó, del disc Pensamientos (1986); Debo hacerlo (1987), etc.
Conjuminat als seus èxits com a intèrpret, va continuar component cançons reeixides per a altres cantants. Angélica María va gravar "Cómo, cuándo y por qué" i "No volverás a verme" (1980); Aida Cuevas va triomfar el 1983 amb "Quizás mañana"; Rocío Dúrcal va aconseguir la seva primera nominació al Grammy amb el tema Amor eterno (1984), i posteriorment, el 1986, amb temes com Quédate conmigo esta noche i La guirnalda; Lucha Villa va triomfar a Mèxic i Amèrica Central amb No discutamos, Tú a mí no me hundes i Ya no me interesas (1986); Daniela Romo arribà als primers llocs amb temes com De mí enamórate i Dímelo; Lucía Méndez va fer el mateix amb Un alma en pena (1988).
Tot l'èxit acumulat el va ajudar per a arribar al mercat europeu que va conquistar gràcies als seus temes rancheros i de boleros, així com els seus duetos amb l'espanyola Rocío Dúrcal, amb qui va formar una reeixida parella musical.
Va donar suport a les carreres d'altres artistes. Així van venir èxits com Tarde, en veu de la pròpia Rocío Dúrcal; Lo pasado, pasado, en veu de José José; Tú sigues siendo el mismo, amb Angélica María; Así fue, interpretada per Isabel Pantoja; Mentira, amb el jovenívol Luis Miguel; Tu mundo no es mi mundo, interpretada per Estela Núñez; Es mejor perdonar, amb Daniela Romo, i Luna, interpretada per Ana Gabriel, entre moltes altres.

### Anys 1990
Juan Gabriel va començar el decenni dels noranta amb una de les seves més famoses presentacions, la realitzada al Palacio de Bellas Artes de la Ciutat de Mèxic els dies 9, 10, 11 i 12 de maig de 1990, on va cantar acompanyat per l'Orquestra Simfònica Nacional de Mèxic, amb Enrique Patrón de Rueda com a director hoste. Realitzat per idea de María Esther Pozo, assistent del llavors director del INBA aquest concert va generar polèmiques en l'època pel fet que l'anomenat "principal recinte cultural de Mèxic" acolliria la presentació d'un cantant considerat popular. Per a això es van escriure cartes de protesta contra el recital buscant la seva prohibició. El llavors titular de CONACULTA, Víctor Flores Olea, va donar suport a la presentació i va anunciar en resposta a la polèmica que els guanys del concert es destinarien a l'Orquestra Simfònica Nacional. El crític Lázaro Azar va declarar que Juan Gabriel havia donat un milió de pesos de l'època a l'orquestra, suficient per a comprar-los instruments i pagar algunes gires.
Finalment el concert es va realitzar amb èxit, amb l'assistència fins i tot del president de la república en torn, Carlos Salinas de Gortari, i un ambient que l'escriptor Carlos Monsiváis va lloar i va qualificar com a "apoteòsic".
| «                  | El gran final. Juan Gabriel interpreta “Ya lo pasado pasado”, i demana un aplaudiment per a l'amor i ja després desemboca, en acte de banalitat xovinista, en una cançó on Mèxic resulta país únic sobre la faç de la terra ¡Viva México! ¡Viva México! D'acord, i a propòsit de què?. Però ni aquest final una miqueta municipal i espès, disminueix l'apoteosi, l'entronització íntima i col·lectiva de l'orfe que és avui el signe del canvi dels temps i de la capacitat d'assimilació de la moral tradicional que, de seguir les coses com van, acabarà beatificant Juan Gabriel. | » |
| — Carlos Monsiváis | |   |

El recital es convertiria en el més famós del cantant, malgrat les crítiques posteriors en mitjans com la del periodista Víctor Roura, qui va dir que el concert havia convertit a Belles arts en "un palenque, un estudi de Televisa" i que el recinte s'havia cedit al "Star System" de la televisora. En resposta Monsiváis va qualificar la presentació de Juan Gabriel com un triomf de la diversitat. En aquest mateix recinte es va presentar novament, a l'agost de 1997, per a gravar un disc en viu titulat Celebrando 25 años de Juan Gabriel en el Palacio de Bellas Artes.
Van venir els anys de vastes temporades i gires per tota Amèrica. Pel 1994 va signar contracte d'exclusivitat amb BMG, i al juny d'aquest any es llança al mercat el disc Gracias por esperar.
El 1995, Thalía grava la cançó Gracias a Dios, inclosa en l'àlbum En Éxtasis, cançó que Juan Gabriel personalment l'hi va regalar des de 1989 i que li va fer la volta al món, convertint-se en un hit mundial; aquesta cançó també va ser gravada per la cantant en anglès i llançat en el mercat asiàtic.
Va interpretar gèneres com el pop i la balada moderna, en els quals va aconseguir vendes milionàries amb temes com: Pero qué necesidad (1994), Lentamente (1994), Así fue (1998), Todo está bien (1999), Abrázame muy fuerte (2000), Inocente pobre amigo (2001) i Inocente de ti (2003). A la vegada va treure un disc amb Banda El Recodo, amb el qual va assolir èxits amb temes com Adorable mentirosa, Infidelidad i Ya me voy.
Aquest mateix any a Espanya és reconegut amb els Premis Ondas, en una cerimònia davant la Reialesa Espanyola, on va ser congratulat amb el Premi a l'Excel·lència.
Els seus èxits radials no sempre van anar a l'una dels seus rècords en taquilla, perquè des de 1987, any en què va trencar rècords de vendes amb el seu tema Debo hacerlo, es va mantenir allunyat dels estudis d'enregistrament durant 7 anys, període en què va col·locar rècords d'entrades amb ple total als Estats Units, Mèxic i Amèrica Llatina. Amb temporades de fins a tres mesos amb localitats esgotades en el centre nocturn Premier; amb temporades com Al Natural (1989), Mexicanísimo (1990) y Juan Gabrielísimo (1991-1992).
Va ser rècord al Rose Bowl de Pasadena, Califòrnia, amb 75 000 assistents el 1993, així com espectacles en escenaris com el Madison Square Garden, de Nova York; l'Estadi Asteca, a Mèxic; l'Estadi Nacional de Xile, el Estadi Orange Bowl, en Florida Park; a Madrid; a la Plaza de Toros México; al Hollywood Bowl i desenes de palenques a Mèxic.

### Anys 2000
Juan Gabriel va continuar collint èxits al llarg del món amb les seves presentacions. La dècada del nou mil·lenni va portar a Juan Gabriel èxits en la seva veu i en la de desenes que artistes que van continuar arribant als charts gràcies a les seves cançons: el grup mexicà Maná assolí un Grammy Llatí pel tema "Se me olvidó otra vez", por la seva part el grup de rock mexicà Jaguares es manté per espai de 4 mesos en primer lloc de popularitat a Mèxic amb el tema "Te lo pido por favor".
En 2006 rep del Rei d'Espaya el premi La Guirnalda de Oro i l'Excelencia Universal durant les seves presentacions a l'Auditorio Nacional per la celebració de les seves 35 anys de carrera artística.
En 2008 signatura un contracte multimilionari amb la discogràfica Universal Music per espai de deu anys. En 2010 llança el seu primer disc amb aquest segell anomenat Juan Gabriel, un disc ranchero amb el qual celebra el seu retorn a la música després de 7 anys d'absència discogràfica; la primera absència discogràfica que va tenir va ser de 1986 a 1994. El tema Por qué me haces llorar es posiciona en els primers llocs de popularitat i presenta el disc amb el seu tour Bicentenario.

### Des de 2010

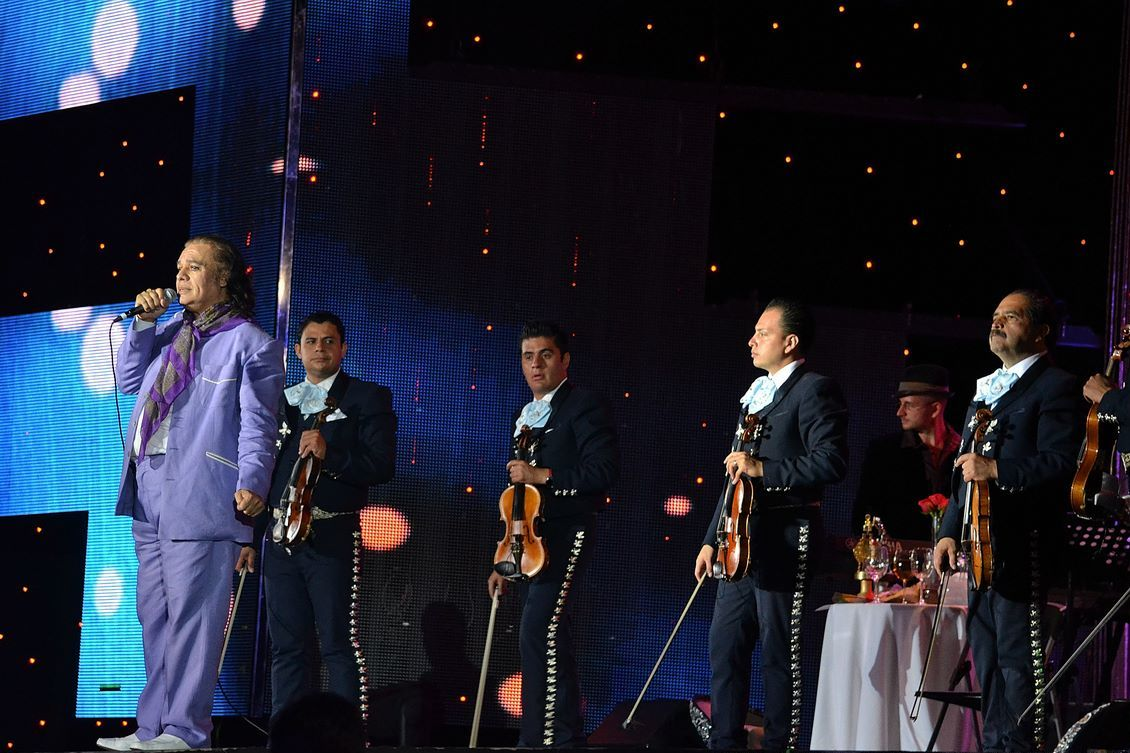
Juan Gabriel, acompanyat de mariachis, durant una presentació en 2012.

A finalitats de 2010 va llançar un disc inèdit anomenat Boleros amb corts totalment fora del seu estil, sent durament criticat per la premsa i alguns crítics musicals per la manca de producció i arranjaments, sent catalogat per la premsa com el "pitjor" disc de Juan Gabriel. El disc no reporta impacte en vendes a Mèxic. Al setembre de 2011 torna amb una altra producció anomenada "1 es Juan Gabriel" amb el qual reconquereix novament al seu públic i guanya de nou el respecte del mitjà musical. Inicia així la celebració discogràfica per les seves 40 anys amb 11 temes del seu famós repertori, alguns d'ells interpretats en dècades anteriors per artistes com Rocío Jurado, Lucha Vila, Rocío Dúrcal i llança noves versions de temes col·locats originalment en el gènere ranxer. Aconsegueix doble disc de platí a Mèxic i disc d'or als Estats Units, Veneçuela, Xile i l'Argentina.
Inicia la producció d'un disc de duets que es dividirà en 3 volums amb figures de la música llatina, on hi participen artistes com: Jennifer Lopez, Thalia, Shakira, Marc Anthony, Juanes, Vicente Fernández, Joan Sebastian, Alejandra Guzmán, Amanda Miguel, Marco Antonio Solis, Fifth Harmony, Jesse & Joy, Laura Pausini, Emmanuel, Diego Verdaguer, Angélica María, Luciano Pereyra, Anahí, Natalia Lafourcade, José María Napoleón, Paquita la del Barrio, Isabel Pantoja, Luis Fonsi, Lupillo Rivera, David Bisbal, Espinoza Paz, India, Carla Morrison, Antonio Orozco, Natalia Jiménez, entre d'altres.
En 2012, torna a l'Auditorio Nacional amb 12 presentacions en el marc de la celebració per les seves 40 anys de carrera. El mes de desembre llança la producció "Celebrando", disc doble amb CD + DVD amb el qual tanca la dupla de discos de celebració per les seves 40 anys de carrera, amb temes netament provats en els charts. Realitza una de les produccions més aplaudides per les seves fanes, combinant la veu original d'èxits com "No tengo dinero", "Me he quedado solo", "Será mañana", "A mi guitarra" i "Yo no digo que te amo".
En 2013 Juan Gabriel va continuar amb les seves extenses gires al llarg del continent americà. Aconsegueix arribar per tercera ocasió al Palacio de Bellas Artes el 30 d'agost, amb el qual celebra els seus 40 anys de trajectòria i del qual es llança un disc doble així com el respectiu DVD i Blu-ray.
El 6 de maig de 2014 surt a la venda el disc doble "Mis 40 en Bellas Artes" en 2 CD i 1 DVD en format 4K,
El 10 de febrer de 2015 surt al mercat el disc de duets anomenat "Los Dúo". Aquest àlbum d'estudi conté els temes clàssics del cantautor amb nous arranjaments acompanyat de diversos artistes com Vicente Fernández, Marco Antonio Solís, Isabel Pantoja, Juanes, Laura Pausini, Alejandra Guzmán, Natalia Lafourcade, José María Napoleón, entre d'altres.
Juan Gabriel torna a l'Auditorio Nacional amb 12 dates entre abril i maig de 2015. A l'ésser un èxit total amb les entrades pràcticament esgotades per a les 12 dates, torna a tancar 6 dates més per al mes de setembre, completant un total de 18 dates en 2015. El 18 d'abril de 2015 Juan Gabriel va cantar per més de 5 hores i mitja, exactament 5 hores amb 33 minuts a l'Auditori Nacional i l'endemà va cantar 5 hores i 3 minuts.
L'11 de desembre de 2015 va sortir a la venda la seqüela de "Los Dúo": "Los Dúo 2" que conté més temes clàssics del cantautor amb nous arranjaments acompanyat de diversos artistes com: Alejandro Fernández, Marc Anthony, Paty Cantú, Julión Álvarez, J Balvin, Andres Calamaro, Belinda, José Feliciano, Franco de Vita, Ana Gabriel, Wisin, Joan Sebastian, entre d'altres, i novament produït per Gustavo Farías.

### Impacte en la cultura
La figura de Juan Gabriel i la seva fama van suscitar comentaris i crítiques de tota índole. L'escriptor Carlos Monsiváis va abordar en la seva obra Historias de pudor y liviandad l'impacte de Juan Gabriel en la cultura mexicana. "Juan Gabriel barreja l'herència de José Alfredo i el repertori de conjunts del nord com els Alegres de Terán, i produeix en sèries polka, redova, ranxeres. Les sinfonoles supervivents s'atesten, els mariachis enriqueixen el seu repertori, i els trailers sostenen el seu insomni gràcies a les capitulacions i recapitulacions que interpreten Lola Beltrán, Lucha Vila, Lupita D'Alessio, Rocío Dúrcal, La Prieta Linda, Beatriz Adriana”, va escriure. En aquesta obra Monsiváis va comparar Juan Gabriel amb Salvador Novo, a causa dels insults homòfobs que tots dos van patir. "Als dos, una societat els va triar per a encimbellar-los a través del linxament verbal i l'admiració. Les víctimes consagrades. Els marginats al centre.”
El seu origen popular i la seva persistència per l'èxit van ser destacades, així com la seva empatia amb les persones per les composició de cançons sobre temes comuns com el desamor, la ironia sobre això, la falta de diners o la migració als Estats Units.
Igualment va innovar dins del gènere del mariachi, component cançons que van transcendir als temes típics del gènere, sent un intèrpret del mateix fora de l'estereotip masclista que va caracteritzar a altres cantants famosos del gènere, i fins i tot la transformació de la vestimenta tradicional del gènere en colors com el rosa.
| «                       | Va demostrar que al mariachi no tot li dol ni ha de ser mascle. I també va comprovar que el cantant popular no ha de venir sempre del camp. Ell sempre va tenir com a base Ciudad Juárez, la cultura fronterera. Va ser una provocació, un home valent que va defensar la seva posició davant el món a través de la cançó. | » |
| — Fabrizio Mejia Madrid | |   |

## Defunció

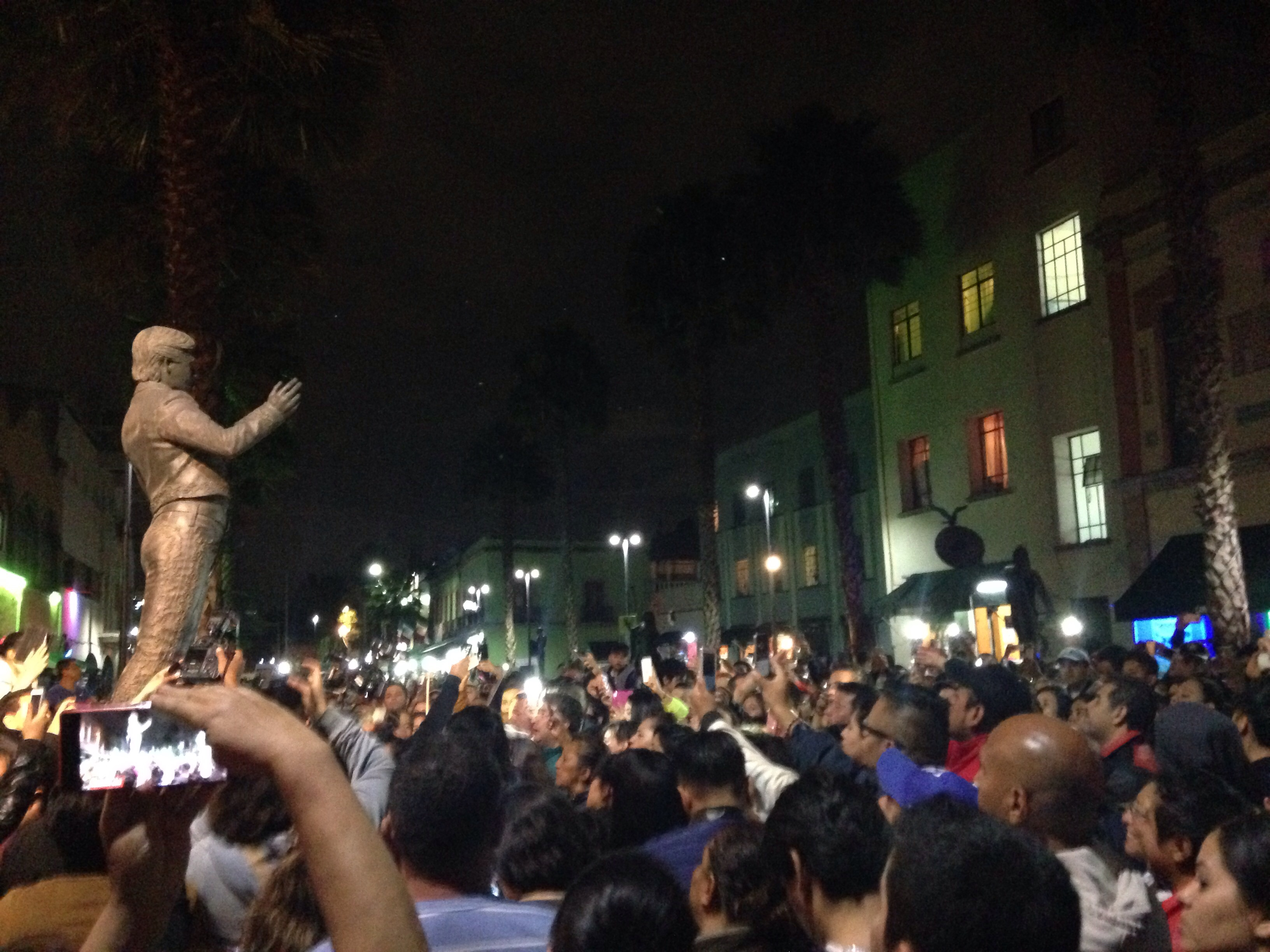
Homenatge popular davant l'estàtua de Juan Gabriel a la plaça Garibaldi, Ciutat de Mèxic.

Juan Gabriel es trobava enmig de la gira Mexico es todo als Estats Units, que va començar a Las Vegas el 19 d'agost de 2016. El 26 d'agost a la nit va fer el seu últim concert a The Forum de Los Angeles, recital en el qual va usar un escenari amb vista 360 graus. En el mateix va recordar a la cantant Rocío Dúrcal, i va tancar amb un missatge en les pantalles, «Felicitats a totes les persones que estan orgulloses de ser el que són».
El diumenge 28 d'agost va morir a les 11.17, hora del Pacífic, en un departament de la seva propietat a la platja de Santa Monica, Califòrnia. Va ser realitzada una autòpsia al seu cos, que va determinar preliminarment que l'artista va morir després d'un infart agut de miocardi. Aquest diumenge tenia programat un concert a El Paso. També tenia programat un concert públic gratuït a la plaça de la Constitución de la capital mexicana el 12 de novembre. La nit del 29 d'agost les seves restes van ser cremades a Anaheim, Califòrnia per decisió dels fills de l'artista.

## Discografia

### Àlbums d'estudi
- 1971: El alma joven
- 1972: El alma joven II
- 1973: El alma joven III
- 1974: Juan Gabriel con el Mariachi Vargas de Tecalitlán
- 1975: 10 éxitos
- 1976: A mi guitarra
- 1976: 10 de los grandes
- 1976: Juan Gabriel con mariachi Vol. II
- 1978: Te llegará mi olvido
- 1978: Siempre estoy pensando en ti
- 1978: Siempre en mi mente
- 1978: Espectacular
- 1978: Mis ojos tristes
- 1979: Me gusta bailar contigo
- 1980: Recuerdos
- 1980: Juan Gabriel con el Mariachi América
- 1980: Ella
- 1981: Con tu amor
- 1982: Cosas de enamorados
- 1983: Todo
- 1984: Recuerdos II
- 1986: Pensamientos
- 1990: Juan Gabriel en el Palacio de Bellas Artes
- 1994: Gracias por esperar
- 1995: El México que se nos fue
- 1996: 25 Aniversario solos, duetos y versiones especiales
- 1997: Juntos otra vez Juan Gabriel & Rocio Dúrcal
- 1998: Celebrando 25 años de Juan Gabriel: En concierto en el Palacio de Bellas Artes
- 1998: Juan Gabriel con la Banda... El Recodo
- 1999: Todo está bien
- 2000: Abrázame muy fuerte
- 2001: Por los siglos
- 2003: Inocente de ti
- 2010: Juan Gabriel
- 2010: Boleros
- 2011: 1 Es Juan Gabriel
- 2012: Celebrando
- 2014: Mis 40 en Bellas Artes
- 2015: Los Dúo
- 2015: Los Dúo II
- 2016: Vestido de etiqueta por Eduardo Magallanes

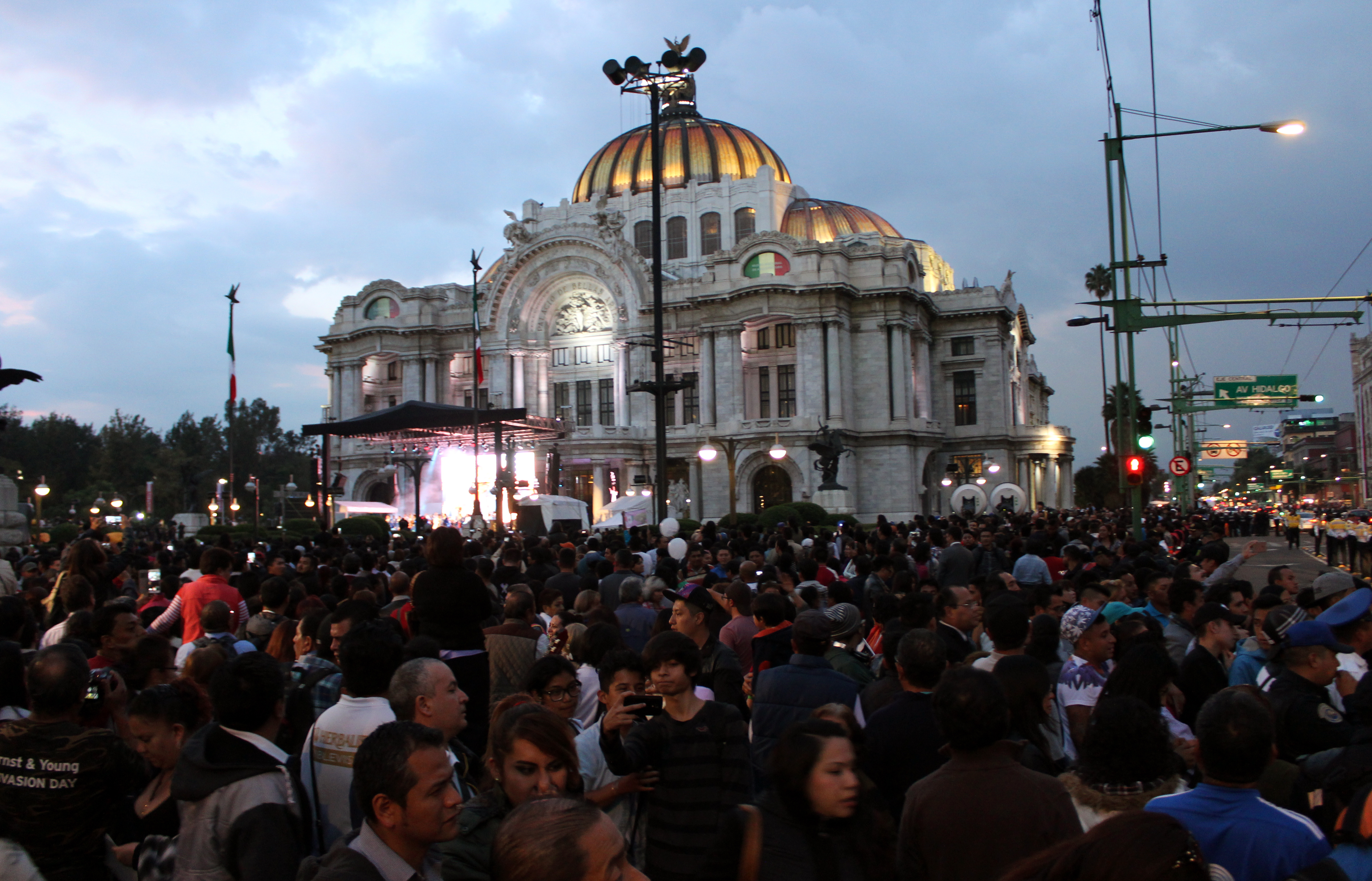
Funerals i Homenatge de Juan Gabriel al Palacio de Bellas Artes, Ciutat de Mèxic

- 2017: Los Dúo III

### Recopilatoris i amb invitats
- 1978: Siempre En Mi Mente Y Otros Exitos
- 1978: Grandes Exitos De Juan Gabriel
- 1978: Tu Sigues Siendo El Mismo
- 1981: 15 Exitos Con Juan Gabriel
- 1981: 15 Sensacionales Exitos
- 1982: Sus 15 Exitazos Originales
- 1984: Frente a frente I (Amb Rocío Dúrcal)
- 1985: 16 Grandes Exitos
- 1985: 20 Grandes Exitos De Juan Gabriel
- 1986: 15 años de éxitos rancheros
- 1987: Frente a frente (amb Joan Sebastian)
- 1987: Frente a frente II (amb Rocío Dúrcal)
- 1987: Debo hacerlo
- 1988: Para ti... 14 éxitos originales
- 1989:  Canciones Para No Olvidar
- 1989: 15 años, 15 baladas, 15 éxitos
- 1996: Juan Gabriel - El Único. Bienvenido A Chile
- 1996: Juan Gabriel - El Unico: Sus Mas Grandes Exitos
- 1996: Lo Mejor De Los 3 Grandes
- 1999: Románticos! (Con Rocío Dúrcal)
- 1999: Grandes Exitos Juan Gabriel & Rocio Durcal
- 1999: Grandes Exitos Juan Gabriel
- 1999: 15 Eternas De Juan Gabriel
- 2000: Por Siempre Lo Mejor De Juan Gabriel
- 2000: Querida Todos Sus Grandes Exitos
- 2004: Las 15 eternas de Juan Gabriel
- 2004: Los 15 grandes éxitos de Juan Gabriel
- 2006: La historia del divo
- 2006: 30 Grandes Exitos +cuatro
- 2006: Coleccion Top 50 Juan Gabriel
- 2007: Los Gabriel... Simplemente amigos (amb Ana Gabriel)
- 2008: Los Gabriel cantan a México (Amb Ana Gabriel)
- 2008: Los Gabriel... Para ti (2 CD) (Amb Ana Gabriel)
- 2008: Lo esencial de Juan Gabriel (3 CD)
- 2009: Mis canciones, mis amigos
- 2009: Lo esencial de las rancheras de Juan Gabriel
- 2010: Mis favoritas: Juan Gabriel
- 2012: Bailando
- 2012: 40 Aniversario (3 CD)
- 2012: Celebrando
- 2014: Mis Numero 1... 40 Aniversario
- 2016: Juan Gabriel Grandes Exitos
- 2016: Estrellas De Oro Juan Gabriel

### Col·laboracions
- 1975: Yolanda Del Río "Se me olvidó otra vez"
- 1977: Rocío Dúrcal "Canta a Juan Gabriel"
- 1978: Rocío Dúrcal "Canta a Juan Gabriel Vol.2"
- 1979: Rocío Dúrcal "Canta a Juan Gabriel Vol.3" "Super éxitos de Juan Gabriel con Rocío Dúrcal"
- 1979: Estela Núñez "Por amores cómo tú"
- 1980: Rocío Dúrcal "Producida por Juan Gabriel" i "Canta con mariachi Vol.4"
- 1980: Estela Núñez "Demasiado amor"
- 1981: Rocío Dúrcal "Canta a Juan Gabriel Vol.5"
- 1981: Angélica María "Y el sentir de Juan Gabriel"
- 1982: Rocío Dúrcal "Canta lo romántico de Juan Gabriel"
- 1983: Aída Cuevas "Canta lo nuevo de Juan Gabriel"
- 1983: Rocío Dúrcal "Por primera vez juntos"
- 1984: Rocío Dúrcal "Amor eterno"
- 1984: Rocío Dúrcal "Canta a Juan Gabriel Vol.6"
- 1985: Lucha Villa "Interpreta a Juan Gabriel"
- 1986: Rocío Dúrcal "Siempre"
- 1987: Lucha Villa "25 años de lucha"
- 1987: Rocío Dúrcal "Canta once grandes éxitos de Juan Gabriel"
- 1988: Isabel Pantoja "Desde Andalucía" i "Así fue"
- 1989: Sham Genesta "Viva Mona Bell!"
- 1991: Grupo Pandora "Con amor eterno Vol.1"
- 1992: Rocío Dúrcal "En concierto... En vivo"
- 1992: Monna Bell "Ahora"
- 1993: Alberto Vázquez "Alberto y Juan"
- 1993: Lorenzo Antonio "Mi tributo a Juan Gabriel"
- 1993: Grupo Pandora "Con amor eterno Vol.2"
- 1993: Ana Gabriel "Luna"
- 1995: Ángela Carrasco "Una producción de Juan Gabriel"
- 1995: Lorenzo Antonio "Mi tributo a Juan Gabriel Vol.2"
- 1996: Lola Beltrán, Lucha Villa i Amalia Mendoza, "Las 3 señoras"
- 1996: Manoella Torres "Sensibilidad"
- 1997: Rocío Dúrcal "Juntos otra vez"
- 2001: José José "Tenampa"
- 2001: Nydia Rojas "Nydia"
- 2010: Lucía Méndez "Canta un homenaje a Juan Gabriel"
- 2010: Isabel Pantoja "Homónimo"
- 2013: Jas Devael "Homónimo"
- 2015: La India "Intensamente con canciones de Juan Gabriel"
- 2016: Isabel Pantoja "Hasta que se apague el sol"

## Filmografia

### Pel·lícules
- 1973 - La loca de los milagros
- 1975 - Nobleza ranchera
- 1976 - En esta primavera
- 1978 - Del otro lado del puente
- 1979 - El Noa Noa
- 1980 - Es mi vida /El Noa Noa 2
- 1983 - Siempre en domingo... La película
- 1990 - Bazar Viena
- 2000 - Evicted
- 2000 - Sin dejar huella
- 2014 - ¿Qué le dijiste a Dios?
- 2018 - Roma (película de 2018)

### Sèries de televisió
- 1975 - La criada bien criada
- 2016 - Hasta que te conocí